# Виверження вулкана

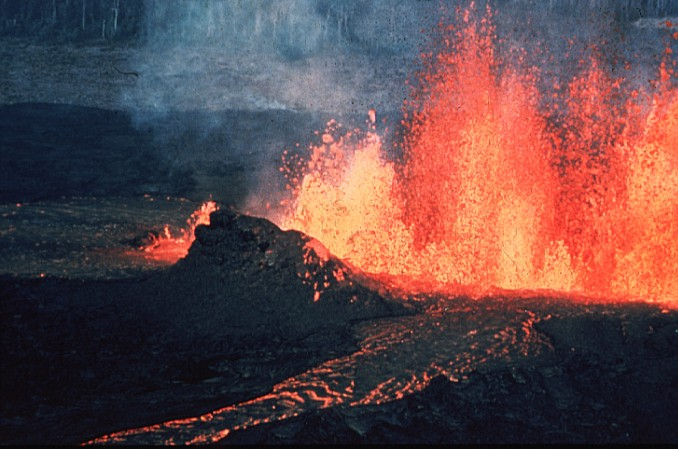
Виверження вулкана.

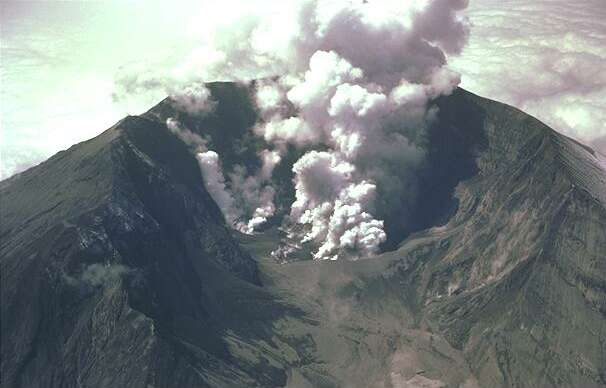
Вулкан Сент-Хеленс після виверження у травні 1980

Схема звичайного (наземного) виверження: 1 Ash plume, 2 Lapilli, 3 Lava fountain, 4 Volcanic ash rain, 5 Volcanic bomb, 6 Lava flow, 7 Layers of lava and ash, 8 Stratum, 9 Sill, 10 Magma conduit, 11 Magma chamber, 12 Dike

Схема підводного виверження.
1 Water vapor cloud
2 Water
3 Stratum
4 Lava flow
5 Magma conduit
6 Magma chamber
7 Dike
8 Pillow lava

Ви́верження вулка́на (ерупція — від англ. Vulcanian eruption) — процес появи на поверхні Землі розжарених твердих, рідких та газоподібних вулканічних продуктів.

## Опис
Виверження вулкана — викидання на земну поверхню розжарених уламків, попелу, виявлення лави. Виверження вулкана може тривати від декількох годин до багатьох років.@
При вибухових виверженнях викидається безліч уламкового матеріалу: вулканічних бомб, попелу. Викид попелу на велику висоту в атмосферу позначається на погоді Землі протягом довгого часу.
При деяких виверженнях в'язка магма застигає в жерлі вулкана, не вилившись.

## Типи вивержень (заА. Голмсом)
- вулканський — висота викидів до 20 м, вибухи нетривалі, часті, жерло закупорюється в'язкою магмою (Вулькано, Етна);
- плініанський — висота викидів до 50 км, сильні раптові вибухи, руйнування вершин чи цілих вулканів (Везувій, Кракатау, Санторині);
- стромболійський — висота викидів до 10 км, вибухи тривають декілька місяців або роками (Стромболі);
- пелейський — викидаються в основному гази або попіл, магма застигає ще до виходу з жерла (Монтань-Пеле (Мон-Пеле), Катмай, Безіменний);
- гавайський — з жерла повільно витікає лава (Мауна-Кеа, Мауна-Лоа, Кілауеа, Ньїрагонго);
- тріщинний або ісландський — виливання лави з систем тріщин із подальшим формуванням вулкана (Лакі, Толбачик).

Виверження вулканів може відбуватися за певними циклами, тому вулкан у різні часи може не один тип виверження.

## Сила і катастрофічність наслідків виверження
Для оцінки наслідків виверження використовують шкалу за індексом VEI (volcanic explosive index). Вона враховує висоти та кількості попелу, який викидається повітря. Виділяють вісім класів сили експлозії:
- 0 класу — невибухові виверження;
- І класу — об'єм вивержених продуктів 0,0001-0,00001 км³;
- ІІ — 0,001-0,01 км³;
- III — 0,01-0,1 км³;
- IV — 0,1-1 км³;
- V — 1-10 км³;
- VI — 10-100 км³;
- VII — 100—1000 км³;
- VIII класу — понад 1000 км³, хмара піднімається на висоту 25 км, мегавиверження.

Останнє виверження VIII класу відбулося 72 тис. років тому на о. Суматра (Тоба), об'єм пірокластичного матеріалу становив 2800 км³. Ейяфьятлайокудль (Ісландія) при виверженні у 2010 р. мав індекс VEI = 3.

## Види діяльності вулкана
- еруптивна (від eruptivus — викинутий) — всі процеси, які пов'язані з діяльністю вулкана. Продукти виверження накопичуються навколо кратера утворюючи конус вулкана;
- ефузивна (виливна) — відбувається витік рідкої лави без сильних вибухів. Утворюються лавові потоки та розливи;
- експлозивна (вибухова) — з жерла вулкана вихоплюються гази, попіл, вулканічні бомби. Навколо утворюються товщі пірокластичного матеріалу й уламків порід;
- екструзивна (виштовхувальна) — відбувається видавлювання густої, застигаючої лави. Утворюються лавові куполи й обеліски;
- змішана — ефузивно-експлозивна, експлозивно-ефузивна, екструзивно-ефузивна, екструзивно-експлозивна.

Зміну рельєфу навколо вулкану в основному спричиняють ефузії й експлозії.

## Різновиди вулканічного виверження
- лінійні виверження
- лавове виверження
- Фреатичне виверження
- Плінієве виверження
- Експлозія
- Пелейський тип виверження
- Підводний вулканізм

## Окремі великі виверження вулканів
- Мінойське виверження
- Виверження вулкана Ейяф'ятлайокютль 2010 року